# Basket Brescia Leonessa 2015-2016
Questa voce raccoglie le informazioni riguardanti il Basket Brescia Leonessa nelle competizioni ufficiali della stagione 2015-2016.

## Stagione
Il Basket Brescia Leonessa, sponsorizzato Centrale del Latte ed Amica natura, partecipa alla serie A2.

## Organigramma societario
- Presidente: Graziella Bragaglio
- Dirigente Generale: Alessandro Santoro
- Team Manager: Amedeo Antonioli
- Direttore Sportivo: Marco Abbiati
- Amministratori: Matteo Bonetti, Pierfrancesco Terlizzi, Gianluca Gallucci, Damiano Zamboni
- Resp.le Comunicazione: Davide Antonioli

- Medico: Marco Moretti
- Preparatore Atletico: Massimo Di Giovanni
- Fisioterapista: Stefano Giacomini
- Fisioterapista: Giovanni Bracchi
- Fisioterapista: Giovanni Faraone
- Medico Nutrizionista: Chiara D’Adda

## Mercato
| Arrivi | Arrivi          | Arrivi          | Arrivi       |
| R      | Nome            | da              | Modalità     |
| ------ | --------------- | --------------- | ------------ |
| A      | Davide Bruttini | Auxilium Torino | definitivo   |
| G      | Reggie Holmes   | Le Mans         | definitivo   |
| A      | Leonardo Totè   | Reyer Venezia   | comproprietà |
| G      | Franko Bushati  | A. Costa Imola  | definitivo   |
| A      | Damian Hollis   | Rethymno        | definitivo   |

| Partenze | Partenze         | Partenze         | Partenze       |
| R        | Nome             | a                | Modalità       |
| -------- | ---------------- | ---------------- | -------------- |
| A        | Andrea Benevelli | Basket Ferentino | fine contratto |
| G        | Federico Loschi  | Scafati Basket   | fine contratto |
| P        | Joshua Giammò    | Basket Scauri    | fine contratto |
| A        | Justin Brownlee  | Élan Chalon      | fine contratto |
| G        | Roberto Nelson   | libero           | fine contratto |

## Risultati

### Serie A2
Il Basket Brescia Leonessa è inserito nel girone Est, insieme ad altre 15 squadre, del campionato di Serie A2 2015-2016.

#### Classifica
|     | Classifica stagione regolare      | PT | G  | V  | P  | PF   | PS   | Diff |
| --- | --------------------------------- | -- | -- | -- | -- | ---- | ---- | ---- |
| 1.  | De' Longhi Treviso                | 44 | 30 | 22 | 8  | 2292 | 2094 | +198 |
| 2.  | C. del Latte-Amica Natura Brescia | 42 | 30 | 21 | 9  | 2359 | 2247 | +112 |
| 3.  | Dinamica Generale Mantova         | 42 | 30 | 21 | 9  | 2313 | 2209 | +104 |
| 4.  | Andrea Costa Imola                | 38 | 30 | 19 | 11 | 2281 | 2236 | +45  |
| 5.  | Mec-Energy Roseto                 | 38 | 30 | 19 | 11 | 2540 | 2411 | +129 |
| 6.  | Alma-Ag. per il Lavoro Trieste    | 36 | 30 | 18 | 12 | 2318 | 2207 | +111 |
| 7.  | Eternedile Bologna                | 36 | 30 | 18 | 12 | 2273 | 2133 | +142 |
| 8.  | Tezenis Verona                    | 32 | 30 | 16 | 14 | 2086 | 1954 | +132 |
| 9.  | OraSì Ravenna                     | 32 | 30 | 16 | 14 | 2213 | 2169 | +44  |
| 10. | Remer Treviglio                   | 30 | 30 | 15 | 15 | 2298 | 2281 | +17  |
| 11. | Bondi Ferrara                     | 28 | 30 | 14 | 16 | 2312 | 2323 | -11  |
| 12. | Proger Chieti                     | 24 | 30 | 12 | 18 | 2157 | 2189 | -32  |
| 13. | Europromotion Legnano             | 20 | 30 | 10 | 20 | 2212 | 2348 | -136 |
| 14. | Betulline Jesi                    | 16 | 30 | 8  | 22 | 2161 | 2434 | -273 |
| 15. | Basket Recanati                   | 16 | 30 | 8  | 22 | 2238 | 2337 | -99  |
| 16. | Bawer Matera                      | 6  | 30 | 3  | 27 | 2139 | 2620 | -481 |

#### Regular season

##### Girone di andata
| Castellanza 04 ottobre 2015, ore 18:00 UTC+2 1ª giornata | Legnano Basket | 73 – 82 | Brescia | PalaBorsani |

| Brescia 11 ottobre 2015, ore 18:00 UTC+2 2ª giornata | Brescia | 103 – 87 (20-20, 39-44, 72-63) | Olimpia Matera | Pala San Filippo (ca. 1.500 spett.) |

| Roseto degli Abruzzi 18 ottobre 2015, ore 18:00 UTC+2 3ª giornata | Pall. Roseto | 88 – 74 (27-15, 49-28, 65-51) | Brescia | PalaMaggetti |

| Brescia 25 ottobre 2015, ore 18:00 UTC+2 4ª giornata | Brescia | 67 – 60 (14-19, 31-34, 60-60) | Basket Ravenna | Pala San Filippo (ca. 1.200 spett.) |

| Chieti 30 ottobre 2015, ore 18:00 UTC+1 5ª giornata | Pall. Chieti | 70 – 73 (10-25, 27-41, 51-64) | Brescia | PalaTricalle |

| Brescia 7 novembre 2015, ore 18:00 UTC+1 6ª giornata | Brescia | 78 – 84 (26-22, 45-49, 66-67) | Universo Treviso | Pala San Filippo (ca. 1.900 spett.) |

| Brescia 11 novembre 2015, ore 20:30 UTC+1 7ª giornata | Brescia | 78 – 84 (15-17, 32-41, 54-50) | Scaligera Verona | Pala San Filippo (ca. 1.800 spett.) |

| Imola 15 novembre 2015, ore 18:00 UTC+1 8ª giornata | A. Costa Imola | 58 – 72 (15-18, 25-31, 38-55) | Brescia | PalaRuggi |

| Montichiari 21 novembre 2015, ore 20:30 UTC+1 9ª giornata | Brescia | 74 – 71 (12-14, 34-35, 50-57) | Fortitudo Bologna | PalaGeorge (ca. 4.200 spett.) |

| Trieste 28 novembre 2015, ore 20:00 UTC+1 10ª giornata | Pall. Trieste | 80 – 81 (18-20, 42-38, 52-58) | Brescia | PalaTrieste |

| Brescia 04 dicembre 2015, ore 18:00 UTC+1 11ª giornata | Brescia | 74 – 69 (22-10, 42-29, 63-47) | Pall. Mantovana | Pala San Filippo (ca. 1.500 spett.) |

| Recanati 11 dicembre 2015, ore 20:30 UTC+1 12ª giornata | Recanati | 66 – 70 (23-18, 36-41, 49-60) | Brescia | PalaCingolani |

| Treviglio 20 dicembre 2015, ore 18:00 UTC+1 13ª giornata | Treviglio | 93 – 87 (24-24, 47-45, 67-67) | Brescia | PalaFacchetti |

| Brescia 27 dicembre 2015, ore 18:00 UTC+1 14ª giornata | Brescia | 92 – 80 (18-19, 46-36, 79-56) | Jesi Academy | Pala San Filippo (ca. 1.200 spett.) |

| Ferrara 03 gennaio 2016, ore 18:00 UTC+1 15ª giornata | Kleb Ferrara | 73 – 79 (20-19, 39-30, 55-55) | Brescia | Pala Hilton Pharma |

##### Girone di ritorno
| Brescia 06 gennaio 2016, ore 18:00 UTC+1 16ª giornata | Brescia | 102 – 74 (27-17, 51-35, 81-53) | Legnano Basket | Pala San Filippo (ca. 1.200 spett.) |

| Matera 17 gennaio 2016, ore 18:00 UTC+1 17ª giornata | Olimpia Matera | 85 – 96 (17-26, 47-42, 63-69) | Brescia | PalaSassi |

| Brescia 24 gennaio 2016, ore 18:00 UTC+1 18ª giornata | Brescia | 77 – 95 (12-24, 43-45, 61-64) | Pall. Roseto | Pala San Filippo |

| Ravenna 27 gennaio 2016, ore 20:30 UTC+1 19ª giornata | Basket Ravenna | 76 – 82 (23-18, 39-41, 58-61) | Brescia | Pala De André |

| Brescia 07 febbraio 2016, ore 18:00 UTC+1 20ª giornata | Brescia | 77 – 92 (26-22, 43-44, 53-62) | Pall. Chieti | Pala San Filippo (ca. 1.500 spett.) |

| Treviso 14 febbraio 2016, ore 18:00 UTC+1 21ª giornata | Universo Treviso | 93 – 87 (d.1t.s.) (29-21, 44-38, 61-51, 75-75) | Brescia | PalaVerde |

| Verona 18 febbraio 2016, ore 20:30 UTC+1 22ª giornata | Scaligera Verona | 73 – 49 (14-13, 29-31, 52-35) | Brescia | PalaOlimpia |

| Brescia 21 febbraio 2016, ore 18:00 UTC+1 23ª giornata | Brescia | 66 – 59 (18-6, 28-21, 39-34) | A. Costa Imola | Pala San Filippo |

| Bologna 28 febbraio 2016, ore 18:00 UTC+1 24ª giornata | Fortitudo Bologna | 86 – 75 (22-23, 45-45, 66-56) | Brescia | PalaDozza |

| Brescia 13 marzo 2016, ore 18:00 UTC+1 25ª giornata | Brescia | 80 – 59 (18-18, 41-28, 60-46) | Pall. Trieste | Pala San Filippo (ca. 1.500 spett.) |

| Mantova 20 marzo 2016, ore 18:00 UTC+1 26ª giornata | Pall. Mantovana | 84 – 80 (16-19, 34-39, 67-62) | Brescia | PalaBam |

| Brescia 03 aprile 2016, ore 18:00 UTC+2 27ª giornata | Brescia | 73 – 66 (18-12, 40-30, 61-43) | Recanati | Pala San Filippo (ca. 1.500 spett.) |

| Brescia 10 aprile 2016, ore 14:15 UTC+2 28ª giornata | Brescia | 93 – 87 (20-16, 43-34, 56-48) | Treviglio | Pala San Filippo (ca. 1.500 spett.) |

| Jesi 17 aprile 2016, ore 18:00 UTC+1 29ª giornata | Jesi Academy | 61 – 84 (12-26, 27-45, 42-65) | Brescia | PalaTriccoli |

| Brescia 23 aprile 2016, ore 20:30 UTC+2 30ª giornata | Brescia | 88 – 70 (20-24, 39-48, 63-67) | Kleb Ferrara | Pala San Filippo (ca. 1.800 spett.) |

#### Play-off
Tutti i turni di play-off si giocano al meglio delle 5 partite. La squadra con il miglior piazzamento in classifica al termine della stagione regolare gioca in casa gara-1, gara-2 e l'eventuale gara-5.
|  | Ottavi | G1 | G2 | G3 | G4 | G5 | 2 est | Brescia | 7 ovest | Trapani Shark | 70 | 83 | 93 | 97 | 63 |

|  | Quarti di finale | G1 | G2 | G3 | G4 | G5 | 2 est | Brescia | 3 ovest | Derthona Basket | 76 | 86 | 76 | 76 | 72 |

|  | Semifinale | G1 | G2 | G3 | G4 | G5 | 1 ovest | Scafati Basket | 2 est | Brescia | 81 | 72 | 83 | 82 | 74 |

|  | Finale | G1 | G2 | G3 | G4 | G5 | 2 est | Brescia | 7 est | Fortitudo Bologna | 63 | 58 | 69 | 94 | 59 |

##### Ottavi di finale
| Brescia 1º maggio 2016, ore 18:00 UTC+2 | C. del Latte-Am. Nat. Brescia | 80 – 70 (22-21, 33-40, 57-52) referto | Lighthouse-Conad Trapani | Pala San Filippo |

| Brescia 3 maggio 2016, ore 20:30 UTC+2 | C. del Latte-Am. Nat. Brescia | 89 – 83 (24-14, 40-39, 66-62) referto | Lighthouse-Conad Trapani | Pala San Filippo |

| Trapani 7 maggio 2016, ore 20:30 UTC+2 | Lighthouse-Conad Trapani | 93 – 76 (25-18, 48-34, 69-54) referto | C. del Latte-Am. Nat. Brescia | PalaConad |

| Trapani 9 maggio 2016, ore 20:30 UTC+2 | Lighthouse-Conad Trapani | 97 – 95 (d.1t.s.) (19-22, 45-41, 67-57, 85-85) referto | C. del Latte-Am. Nat. Brescia | PalaConad |

| Brescia 12 maggio 2016, ore 20:30 UTC+2 | C. del Latte-Am. Nat. Brescia | 70 – 63 (21-11, 44-27, 58-46) referto | Lighthouse-Conad Trapani | Pala San Filippo |

##### Quarti di Finale
| Brescia 16 maggio 2016, ore 20:30 UTC+2 | C. del Latte-Am. Nat. Brescia | 108 – 76 (29-20, 51-43, 83-54) referto | ORSI Tortona | Pala San Filippo |

| Brescia 18 maggio 2016, ore 20:30 UTC+2 | C. del Latte-Am. Nat. Brescia | 92 – 86 (20-26, 45-47, 67-60) referto | ORSI Tortona | Pala San Filippo |

| Casale Monferrato 21 maggio 2016, ore 18:30 UTC+2 | ORSI Tortona | 76 – 72 (29-18, 53-34, 61-52) referto | C. del Latte-Am. Nat. Brescia | PalaFerraris |

| Casale Monferrato 23 maggio 2016, ore 20:30 UTC+2 | ORSI Tortona | 76 – 72 (23-20, 51-32, 57-50) referto | C. del Latte-Am. Nat. Brescia | PalaFerraris |

| Cremona 26 maggio 2016, ore 20:30 UTC+2 | C. del Latte-Am. Nat. Brescia | 97 – 72 (25-14, 50-30, 78-53) referto | ORSI Tortona | PalaRadi |

##### Semifinale
| Scafati 30 maggio 2016, ore 21:00 UTC+2 | Givova Scafati | 91 – 81 (22-23, 39-48, 71-62) referto | C. del Latte-Am. Nat. Brescia | PalaMangano |

| Scafati 1º giugno 2016, ore 21:00 UTC+2 | Givova Scafati | 77 – 72 (14-14, 36-28, 60-51) referto | C. del Latte-Am. Nat. Brescia | PalaMangano |

| Montichiari 4 giugno 2016, ore 20:45 UTC+2 | C. del Latte-Am. Nat. Brescia | 83 – 74 (d.1 t.s.) (16-19, 35-36, 50-54, 69-69) referto | Givova Scafati | PalaGeorge |

| Montichiari 6 giugno 2016, ore 20:45 UTC+2 | C. del Latte-Am. Nat. Brescia | 82 – 72 (18-12, 44-25, 65-51) referto | Givova Scafati | PalaGeorge |

| Scafati 9 giugno 2016, ore 21:00 UTC+2 | Givova Scafati | 69 – 74 (15-16, 30-36, 57-54) | C. del Latte-Am. Nat. Brescia | PalaMangano |

##### Finale
| Montichiari 12 giugno 2016, ore 18:00 UTC+2 | C. del Latte-Am. Nat. Brescia | 71 – 63 (18-21, 30-28, 54-50) referto | Eternedile Bologna | PalaGeorge |

| Montichiari 14 giugno 2016, ore 20:30 UTC+2 | C. del Latte-Am. Nat. Brescia | 76 – 58 (21-16, 37-32, 56-49) referto | Eternedile Bologna | PalaGeorge |

| Bologna 19 giugno 2016, ore 18:00 UTC+2 | Eternedile Bologna | 69 – 60 (21-17, 33-29, 47-40) referto | C. del Latte-Am. Nat. Brescia | PalaDozza |

| Bologna 21 giugno 2016, ore 20:30 UTC+2 | Eternedile Bologna | 94 – 70 (25-19, 56-43, 79-57) referto | C. del Latte-Am. Nat. Brescia | PalaDozza |

| Montichiari 24 giugno 2016, ore 20:30 UTC+2 | C. del Latte-Am. Nat. Brescia | 83 – 59 (25-13, 45-33, 64-43) referto | Eternedile Bologna | PalaGeorge |

### Coppa Italia LNP 2015
In virtù della seconda posizione in classifica durante la stagione regolare nel campionato di Serie A2 2015-2016 il Basket Brescia Leonessa si accredita direttamente alla semifinale del 7 marzo contro la FMC Ferentino, vincitrice del quarto di finale.

#### Tabellone
|  | Quarti di finale   | Quarti di finale   | Quarti di finale |               |                                  | Semifinale                       | Semifinale | Semifinale |  |
|  |                    |                    |                  |               |                                  |                                  |            |            |  |
|  | FMC Ferentino      | FMC Ferentino      | 68               |               |                                  |                                  |            |            |  |
|  | FMC Ferentino      | FMC Ferentino      | 68               |               |                                  |                                  |            |            |  |
|  | De' Longhi Treviso | De' Longhi Treviso | 63               |               |                                  |                                  |            |            |  |
|  | De' Longhi Treviso | De' Longhi Treviso | 63               |               | C.del Latte-Amica Natura Brescia | C.del Latte-Amica Natura Brescia | 63         |            |  |
|  |                    |                    |                  |               | C.del Latte-Amica Natura Brescia | C.del Latte-Amica Natura Brescia | 63         |            |  |
|  |                    |                    | FMC Ferentino    | FMC Ferentino | 80                               |                                  |            |            |  |

#### Risultati
| Rimini 7 marzo 2015, ore 18:15                                                                      | Brescia  | 63 – 80 (24-26, 44-40, 59-56) referto | Basket Ferentino | Arena Parigi 1999 |
| Brownlee 21 Punti 19 Starks Fernández 9 Assist 9 Starks Cittadini 11 Rimbalzi 9 Biligha , Ghersetti |          |                                       |                  |                   |
| |          |                                       |                  |                   |
| Brownlee 21                                                                                         | Punti    | 19 Starks                             |                  |                   |
| Fernández 9                                                                                         | Assist   | 9 Starks                              |                  |                   |
| Cittadini 11                                                                                        | Rimbalzi | 9 Biligha, Ghersetti                  |                  |                   |